# Evarts (lớp tàu hộ tống khu trục)
Lớp tàu hộ tống khu trục Evarts là những tàu hộ tống khu trục được Hoa Kỳ chế tạo trong giai đoạn 1942 – 1944. Chúng đã phục vụ trong Chiến tranh thế giới thứ hai như những tàu hộ tống vận tải và phòng không. Chúng còn được gọi là GMT hay lớp DE "short hull" (lườn ngắn), với từ GMT: General Motors Tandem Diesel (động cơ diesel GM đặt nối tiếp). USS Evarts, chiếc dẫn đầu của lớp, được hạ thủy vào ngày 7 tháng 12 năm 1942; và chiếc đầu tiên hoàn tất được nhập biên chế tại Xưởng đóng tàu Hải quân Boston vào ngày 20 tháng 1 năm 1943 và được chuyển giao cho Hải quân Hoàng gia Anh theo thỏa thuận Chương trình Cho thuê-cho mượn, trở thành chiếc HMS Bayntun.
Những chiếc lớp Evarts được vận hành bởi động cơ diesel điện với bốn động cơ diesel được đặt nối tiếp nhau với những máy phát điện. Các con tàu được tiền chế tại nhiều nhà máy khác nhau khắp Hoa Kỳ, và các bộ phận được kết hợp với nhau tại xưởng tàu, nơi chúng được hàn lại trên ụ tàu. Thiết kế nguyên thủy dự định trang bị tám động cơ để đạt được tốc độ 24 hải lý trên giờ (44 km/h), nhưng việc phải dành ưu tiên nguồn lực cho các chương trình khác khiến các con tàu chỉ được trang bị bốn động cơ, nên có một lườn tàu ngắn hơn.
Tổng cộng có 105 chiếc lớp Evarts được đặt hàng, nhưng 8 chiếc sau đó bị hủy bỏ. Hải quân Hoa Kỳ đưa vào biên chế 65 chiếc trong khi 32 chiếc khác lớp Evarts được chuyển giao cho Hải quân Hoàng gia Anh. Tại Anh chúng được xếp lớp như những tàu frigate và được đặt tên theo các hạm trưởng thời Chiến tranh Napoleon, là một phần của lớp Captain cùng với 46 chiếc thuộc lớp Buckley.